# Veyrier-du-Lac
Veyrier-du-Lac és un municipi francès situat al departament de l'Alta Savoia i a la regió d'Alvèrnia-Roine-Alps. L'any 2007 tenia 2.138 habitants.

## Demografia

### Població
El 2007 la població de fet de Veyrier-du-Lac era de 2.138 persones. Hi havia 900 famílies de les quals 236 eren unipersonals (80 homes vivint sols i 156 dones vivint soles), 380 parelles sense fills, 236 parelles amb fills i 48 famílies monoparentals amb fills.
La població ha evolucionat segons el següent gràfic:
Habitants censats

### Habitatges
El 2007 hi havia 1.243 habitatges, 908 eren l'habitatge principal de la família, 253 eren segones residències i 82 estaven desocupats. 879 eren cases i 357 eren apartaments. Dels 908 habitatges principals, 724 estaven ocupats pels seus propietaris, 156 estaven llogats i ocupats pels llogaters i 28 estaven cedits a títol gratuït; 25 tenien una cambra, 80 en tenien dues, 107 en tenien tres, 164 en tenien quatre i 532 en tenien cinc o més. 751 habitatges disposaven pel capbaix d'una plaça de pàrquing. A 393 habitatges hi havia un automòbil i a 470 n'hi havia dos o més.

### Piràmide de població
La piràmide de població per edats i sexe el 2009 era:
| Homes | Edats   | Dones |
| ----- | ------- | ----- |
| 0     | 95 o +  | 4     |
| 8     | 90 a 94 | 12    |
| 16    | 85 a 89 | 56    |
| 0     | 80 a 84 | 20    |
| 68    | 75 a 79 | 76    |
| 68    | 70 a 74 | 32    |
| 68    | 65 a 69 | 80    |
| 44    | 60 a 64 | 56    |
| 76    | 55 a 59 | 84    |
| 100   | 50 a 54 | 80    |
| 68    | 45 a 49 | 108   |
| 60    | 40 a 44 | 64    |
| 64    | 35 a 39 | 64    |
| 40    | 30 a 34 | 64    |
| 48    | 25 a 29 | 32    |
| 40    | 20 a 24 | 40    |
| 64    | 15 a 19 | 80    |
| 64    | 10 a 14 | 60    |
| 44    | 5 a 9   | 24    |
| 40    | 0 a 4   | 36    |

## Economia
El 2007 la població en edat de treballar era de 1.236 persones, 874 eren actives i 362 eren inactives. De les 874 persones actives 830 estaven ocupades (453 homes i 377 dones) i 44 estaven aturades (21 homes i 23 dones). De les 362 persones inactives 130 estaven jubilades, 106 estaven estudiant i 126 estaven classificades com a «altres inactius».

### Ingressos
El 2009 a Veyrier-du-Lac hi havia 960 unitats fiscals que integraven 2.309 persones, la mediana anual d'ingressos fiscals per persona era de 35.096 €.

### Activitats econòmiques
Dels 214 establiments que hi havia el 2007, 2 eren d'empreses alimentàries, 2 d'empreses de fabricació de material elèctric, 6 d'empreses de fabricació d'altres productes industrials, 19 d'empreses de construcció, 32 d'empreses de comerç i reparació d'automòbils, 4 d'empreses de transport, 20 d'empreses d'hostatgeria i restauració, 6 d'empreses d'informació i comunicació, 12 d'empreses financeres, 27 d'empreses immobiliàries, 49 d'empreses de serveis, 26 d'entitats de l'administració pública i 9 d'empreses classificades com a «altres activitats de serveis».
Dels 40 establiments de servei als particulars que hi havia el 2009, 1 era una oficina de correu, 3 tallers de reparació d'automòbils i de material agrícola, 1 autoescola, 4 paletes, 2 guixaires pintors, 4 fusteries, 3 electricistes, 2 empreses de construcció, 2 perruqueries, 1 agència de treball temporal, 7 restaurants, 9 agències immobiliàries i 1 saló de bellesa.
Dels 11 establiments comercials que hi havia el 2009, 1 era una botiga de més de 120 m², 2 fleques, 1 una peixateria, 1 una llibreria, 1 una botiga de roba, 3 botigues de material esportiu, 1 una perfumeria i 1 una joieria.
L'any 2000 a Veyrier-du-Lac hi havia 4 explotacions agrícoles.

## Equipaments sanitaris i escolars
L'únic equipament sanitari que hi havia el 2009 era una farmàcia.
El 2009 hi havia 1 escola maternal i 1 escola elemental.

## Poblacions més properes
El següent diagrama mostra les poblacions més properes.